# Métropole d'Argolide

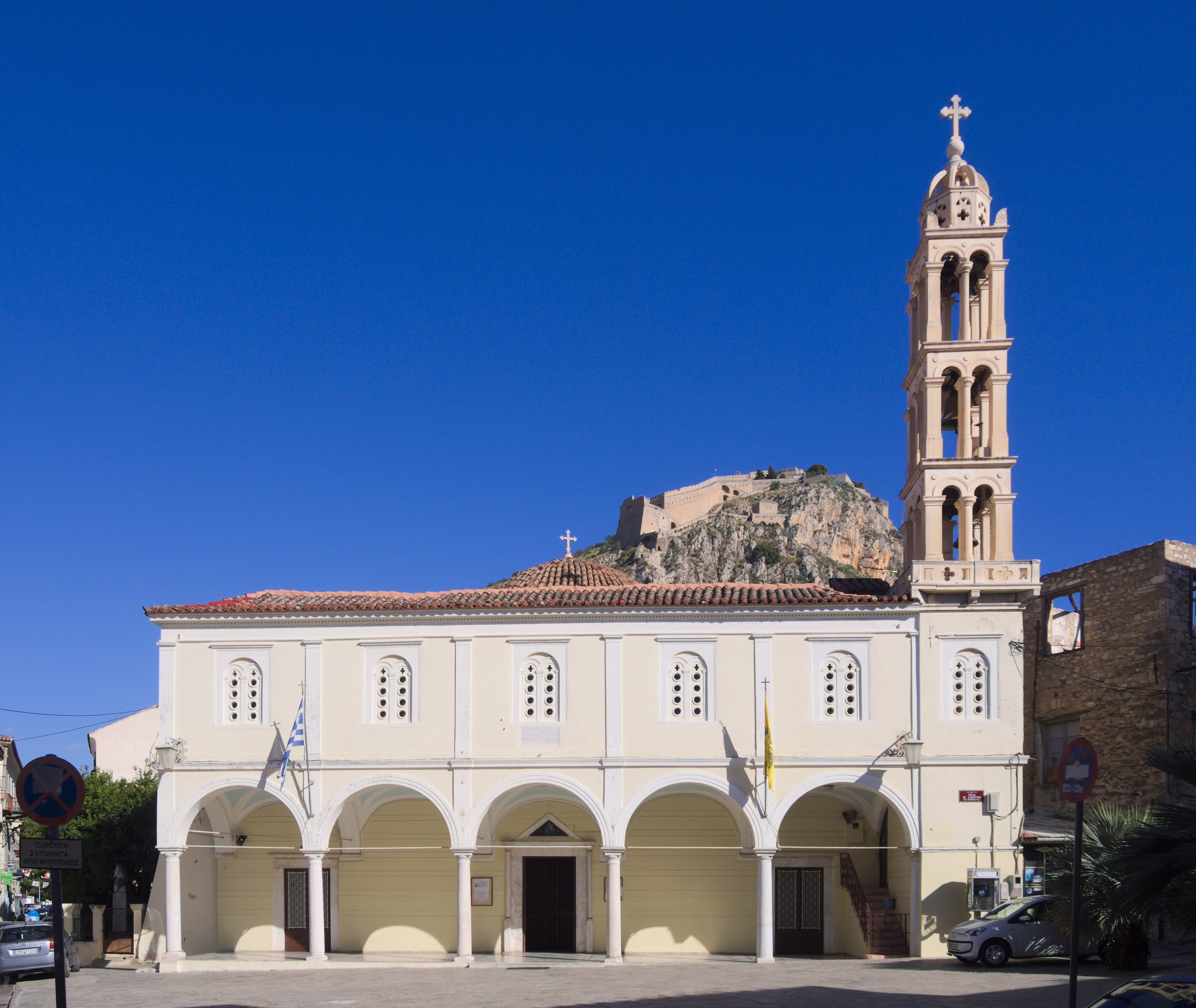
L'église Saint-Georges, à Nauplie.

La Métropole d'Argolide (en grec byzantin : Ιερά Μητρόπολις Αργολίδος) est un évêché de l'Église orthodoxe de Grèce. Elle est située au nord-est du Péloponnèse et elle étend son ressort sur le district régional d'Argolide à l'exception de l'Hermionide. Elle a son siège à Nauplie mais sa cathédrale principale est à Argos.

## La cathédrale
- C'est l'église Saint-Pierre le Thaumaturge, évêque d'Argos, à Argos (852-922).
- Et aussi l'église Saint-Georges de Nauplie.

## Les métropolites
- depuis 2013 : Nectaire (Antonopoulos) (el), né le 1er janvier 1952 à Maroussi, désigné le 18 octobre 2013 par le Synode de l'Église de Grèce et consacré à Nauplie le 20 octobre
- 18 novembre 1985 - 1er février 2013 : Jacques II (el), né Damien Pachis à Maroussi (Attique) en 1932, décédé le 26 mars 2013 à Athènes
- Chrysostôme (+ 1977)
- Agathonique (+ 1956)
- Athanase (+ 1925)

## Le territoire

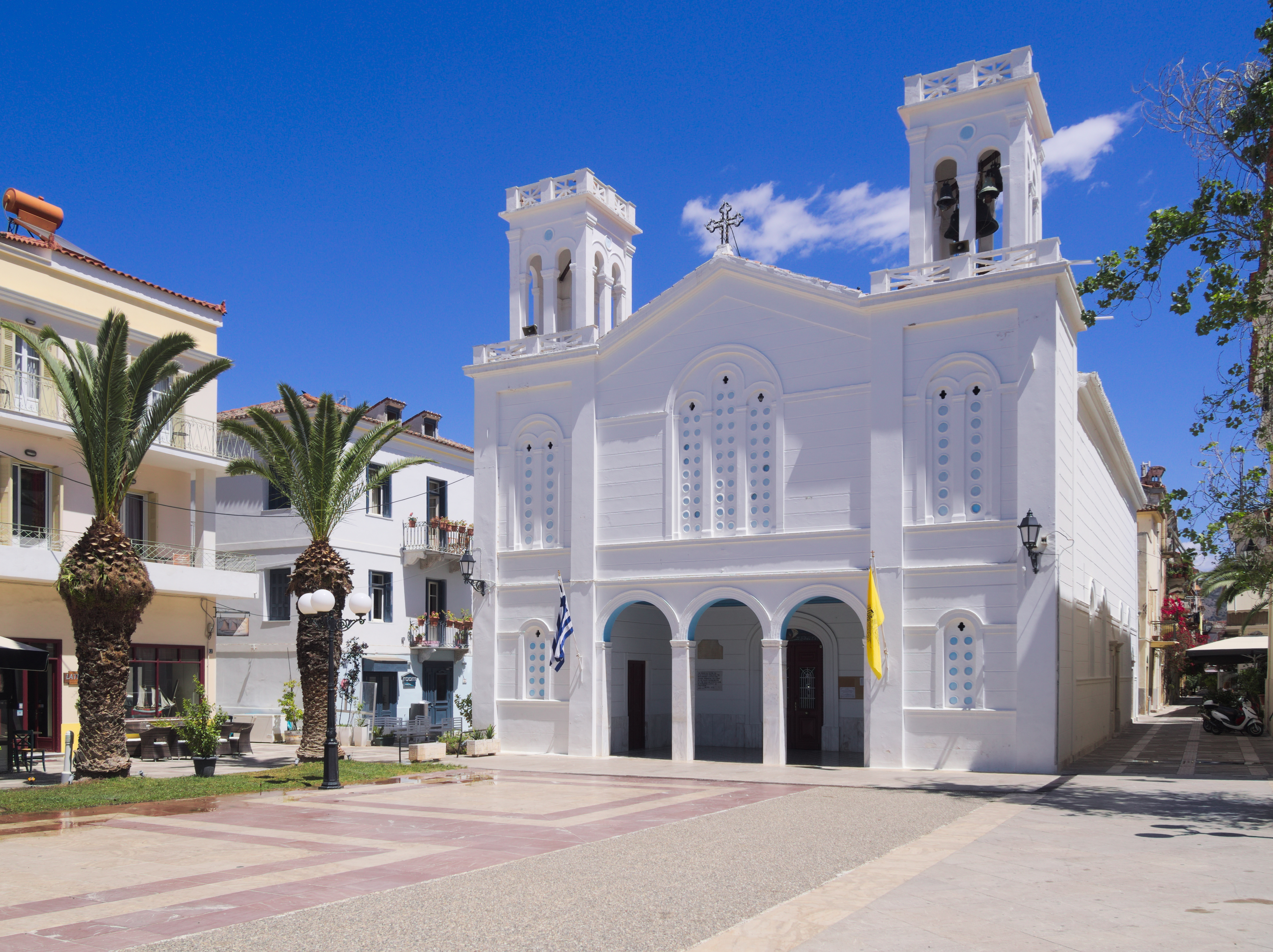
L'église Saint-Nicolas de Nauplie

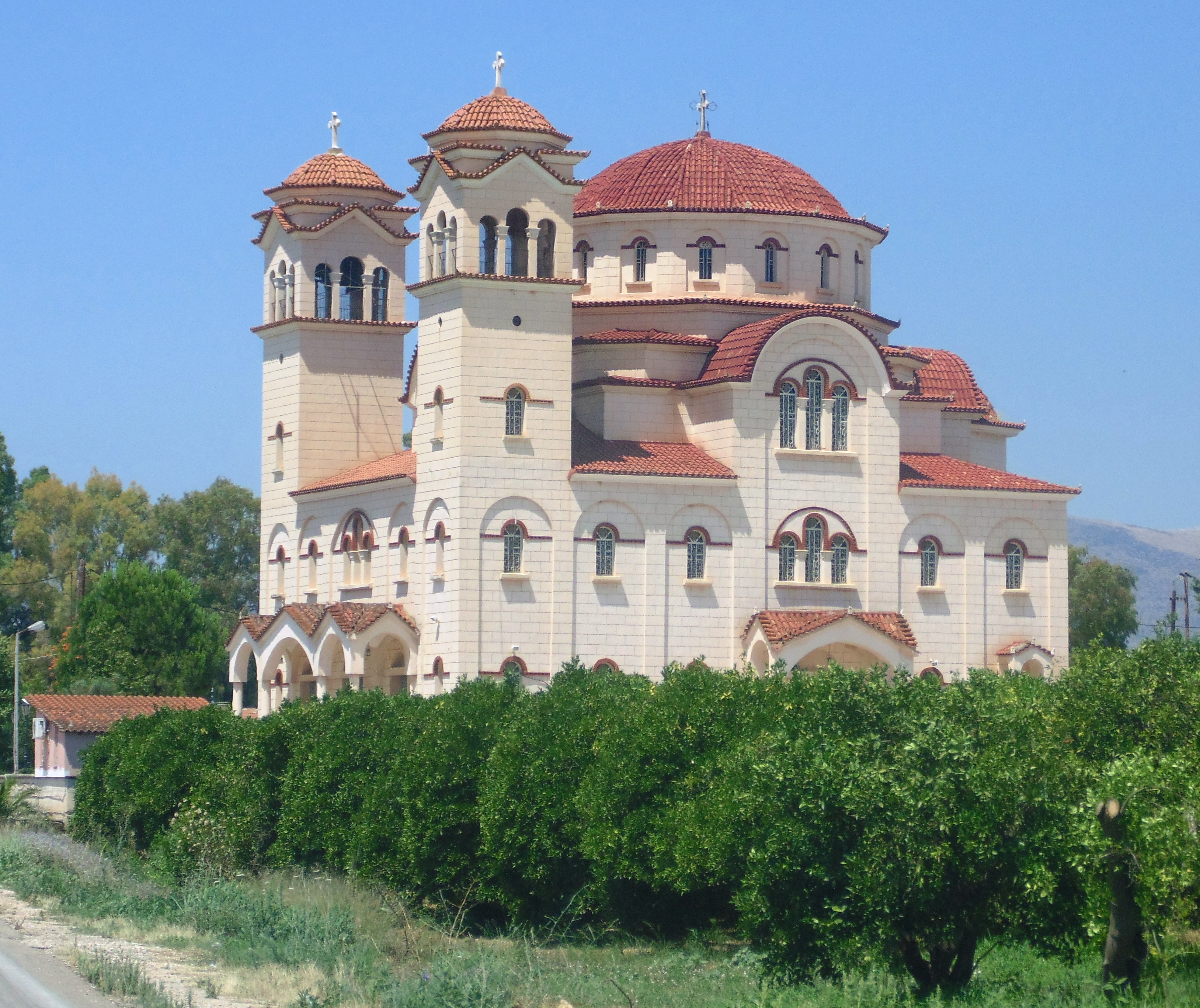
L'église Saint-Basile à Argos.

Il comprend 78 paroisses réparties en huit doyennés en Argolide (il exclut la Trézénie et l'Hermionide).

### 1erdoyenné: la ville de Nauplie
- 6 paroisses

### 2edoyenné: la ville d'Argos
- 5 paroisses

### 3edoyenné: Agia Triada de Nauplie
- 10 paroisses

### 4edoyenné: Asini de Nauplie
- 11 paroisses

### 5edoyenné: Achladokambos d'Argos
- 11 paroisses

### 6edoyenné: Prosymni d'Argos
- 12 paroisses

### 7edoyenné: Lygourio de Nauplie
- 6 paroisses

### 8edoyenné: Lyrkia d'Argos
- 13 paroisses

## Les monastères

### Monastère d'hommes
- Sainte Photine (9 moines), à Nauplie.

### Monastères de femmes
- Saint Théodose le Vénérable (17 moniales), fondé en 910, à Agia Triada.
- Très saints Taxiarques (21 moniales), fondé en 1450 à Épidaure.
- Saint Démétrios Karakala (9 moniales), fondé en 1661 à Nauplie.
- Dormition de la Mère de Dieu (29 moniales), fondé en 1600 à Lygourio.
- Sainte Marina d'Argos (6 moniales), fondé en 1974 à Argos.
- Prodrome de Borsia (3 moniales) fondé à l'époque byzantine à Borsia.

## Les solennités locales
- Fête de saint Pierre d'Argos (+ 922) à Argos le 3 mai.
- Fête de saint Léonce de Dionysiou, le 18 juin.

## Les sources
- (el) Le site de la métropole : https://imargolidos.gr/
- Diptyques de l'Église de Grèce, éditions de la Diaconie apostolique, Athènes (édition annuelle).